# Station Mielżyn
Station Mielżyn is een spoorwegstation in de Poolse plaats Mielżyn.